# Oh! What a Lovely War
Oh! What a Lovely War is een Britse(-Amerikaanse) muziekfilm uit 1969 onder regie van Richard Attenborough (zijn regiedebuut), op initiatief van en met een scenario door John Mills (die zelf ook een hoofdrol speelt). Producent was Deighton Duffy (Len Deighton en Brian Duffy). De film is gebaseerd op de gelijknamige theaterproductie, die op zijn beurt gebaseerd was op een radioprogramma, naar een boek met liedjes uit de Eerste Wereldoorlog, waaronder het liedje "Oh! What a Lovely War". 
De film heeft een sterrenbezetting, mogelijk gemaakt omdat vele gevestigde namen medewerking verleenden aan een, in hun ogen, iconische productie voor een minimumgage. De opnamen waren in en rond Brighton, waarvan de toenmalige Brighton Pier (nu de vervallen Brighton West Pier) herkenbaar in beeld kwam.
De film presenteert aan de hand van authentieke teksten en liedjes uit de Eerste Wereldoorlog een luchthartige, gestileerde versie van de gruwelen van de oorlog. Daarbij dient de familie Smith, waarvan diverse leden naar het front gestuurd worden als focus. 
Een lied vertolkt in deze film is The Bells of Hell Go Ting-a-ling-a-ling.

## Rolverdeling
| Acteur             | Personage                   |
| ------------------ | --------------------------- |
| Wendy Allnutt      | Flo Smith                   |
| Colin Farrell      | Harry Smith                 |
| Malcolm McFee      | Freddie Smith               |
| John Rae           | Opa Smith                   |
| Corin Redgrave     | Bertie Smith                |
| Maurice Roëves     | George Smith                |
| Paul Shelley       | Jack Smith                  |
| Kim Smith          | Dickie Smith                |
| Angela Thorne      | Betty Smith                 |
| Mary Wimbush       | Mary Smith                  |
| Vincent Ball       | Australische soldaat        |
| Pia Colombo        | Zangeres                    |
| Paul Daneman       | Tsaar Nicolaas II           |
| Christian Doermer  | Fritz                       |
| Robert Flemyng     | Officier                    |
| Ian Holm           | Raymond Poincaré            |
| David Lodge        | Sergeant                    |
| Joe Melia          | Fotograaf                   |
| Guy Middleton      | Sir William Robertson       |
| Natasha Parry      | Lady Robertson              |
| Juliet Mills       | Verpleegster                |
| Nanette Newman     | Verpleegster                |
| Cecil Parker       | Sir John                    |
| Gerald Sim         | Kapelaan                    |
| Thorley Walters    | Officier                    |
| Dirk Bogarde       | Stephen                     |
| Phyllis Calvert    | Mevr. Haig                  |
| Jean-Pierre Cassel | Franse kolonel              |
| John Clements      | Generaal von Moltke         |
| John Gielgud       | Graaf Von Berchtold         |
| Jack Hawkins       | Keizer Frans Jozef I        |
| Kenneth More       | Keizer Wilhelm II           |
| Laurence Olivier   | Veldmaarschalk John French  |
| Isabel Dean        | Mevr. French                |
| Michael Redgrave   | Generaal Henry Wilson       |
| Vanessa Redgrave   | Sylvia Pankhurst            |
| Ralph Richardson   | Edward Grey                 |
| Meriel Forbes      | Mevr. Grey                  |
| Susannah York      | Eleanor                     |
| John Mills         | Veldmaarschalk Douglas Haig |